# العلاقات الغرينادية الماليزية
العلاقات الغرينادية الماليزية هي العلاقات الثنائية التي تجمع بين غرينادا وماليزيا.

## مقارنة بين البلدين
هذه مقارنة عامة ومرجعية للدولتين:
| وجه المقارنة                                              | غرينادا                                         | ماليزيا       |
| --------------------------------------------------------- | ----------------------------------------------- | ------------- |
| المساحة (كم2)                                             | 348                                             | 330.29 ألف    |
| عدد السكان (نسمة)                                         | 107.83 ألف                                      | 31.62 مليون   |
| الكثافة السكانية (ن./كم²)                                 | 30.99 ألف                                       | 95.73         |
| العاصمة                                                   | سانت جورجز                                      | كوالالمبور    |
| اللغة الرسمية                                             | لغة إنجليزية، لغة غرينادا الكريولية الإنجليزية ‏ | لغة ماليزية   |
| العملة                                                    | دولار شرق الكاريبي                              | رينغيت ماليزي |
| الناتج المحلي الإجمالي (بليون دولار)                      | 1.12 مليار                                      | 314.50 مليار  |
| الناتج المحلي الإجمالي (تعادل القوة الشرائية) بليون دولار | 1.45 مليار                                      | 817.43 مليار  |
| الناتج المحلي الإجمالي الاسمي للفرد دولار أمريكي          | 9.21 ألف                                        | 9.77 ألف      |
| الناتج المحلي الإجمالي للفرد دولار أمريكي                 | 12.43 ألف                                       | 25.64 ألف     |
| مؤشر التنمية البشرية                                      | 0.750                                           | 0.779         |
| رمز المكالمات الدولي                                      | +1473                                           | +60           |
| رمز الإنترنت                                              | .gd                                             | .my           |
| المنطقة الزمنية                                           | 00                                              | ت ع م+08:00   |

## منظمات دولية مشتركة
يشترك البلدان في عضوية مجموعة من المنظمات الدولية، منها:
| علم المنظمة | اسم المنظمة                               | تاريخ انضمام غرينادا | تاريخ انضمام ماليزيا |
| ----------- | ----------------------------------------- | -------------------- | -------------------- |
|             | الاتحاد البريدي العالمي                   | ?                    | ?                    |
|             | يونسكو                                    | 17 فبراير 1975       | 16 يونيو 1958        |
|             | البنك الدولي للإنشاء والتعمير             | 27 أغسطس 1975        | 7 مارس 1958          |
|             | منظمة التجارة العالمية                    | ?                    | ?                    |
|             | وكالة ضمان الاستثمار متعدد الأطراف        | 12 أبريل 1988        | 6 ديسمبر 1991        |
|             | دول الكومنولث                             | ?                    | ?                    |
|             | الاتحاد الدولي للاتصالات                  | 17 نوفمبر 1981       | 3 فبراير 1958        |
|             | منظمة الشرطة الجنائية الدولية             | ?                    | ?                    |
|             | مؤسسة التمويل الدولية                     | 28 أغسطس 1975        | 20 مارس 1958         |
|             | الأمم المتحدة                             | 17 سبتمبر 1974       | 17 سبتمبر 1957       |
|             | مؤسسة التنمية الدولية                     | 28 أغسطس 1975        | 24 سبتمبر 1960       |
|             | منظمة حظر الأسلحة الكيميائية              | ?                    | ?                    |
|             | المركز الدولي لتسوية المنازعات الاستشارية | 23 يونيو 1991        | 14 أكتوبر 1966       |

## وصلات خارجية
- موقع وزارة الخارجية الماليزية